# قاسم أوسغود
قاسم أوسغود (بالإنجليزية: Kassim Osgood)‏ هو لاعب كرة قدم أمريكية أمريكي، ولد في 20 مايو 1980 في بوسطن في الولايات المتحدة.

## وصلات خارجية
- قاسم أوسغود على موقع مرجع كرة القدم المحترفة.كوم (الإنجليزية)
- قاسم أوسغود على موقع IMDb (الإنجليزية)